# Felice Gimondi
Felice Gimondi (Sedrina, Lombardía, 29 de septiembre de 1942-Giardini-Naxos, Sicilia, 16 de agosto de 2019) fue un ciclista italiano, en activo entre los años 1965 y 1979, durante los que consiguió 63 victorias.

## Biografía
Apodado el Fénix, obtuvo las victorias absolutas en las tres Grandes Vueltas al conseguir tres Giros de Italia, un Tour de Francia y una Vuelta a España. En las tres grandes rondas por etapas logró un total de catorce victorias de etapa al conseguir siete etapas en el Tour, seis en el Giro y una en la Vuelta.

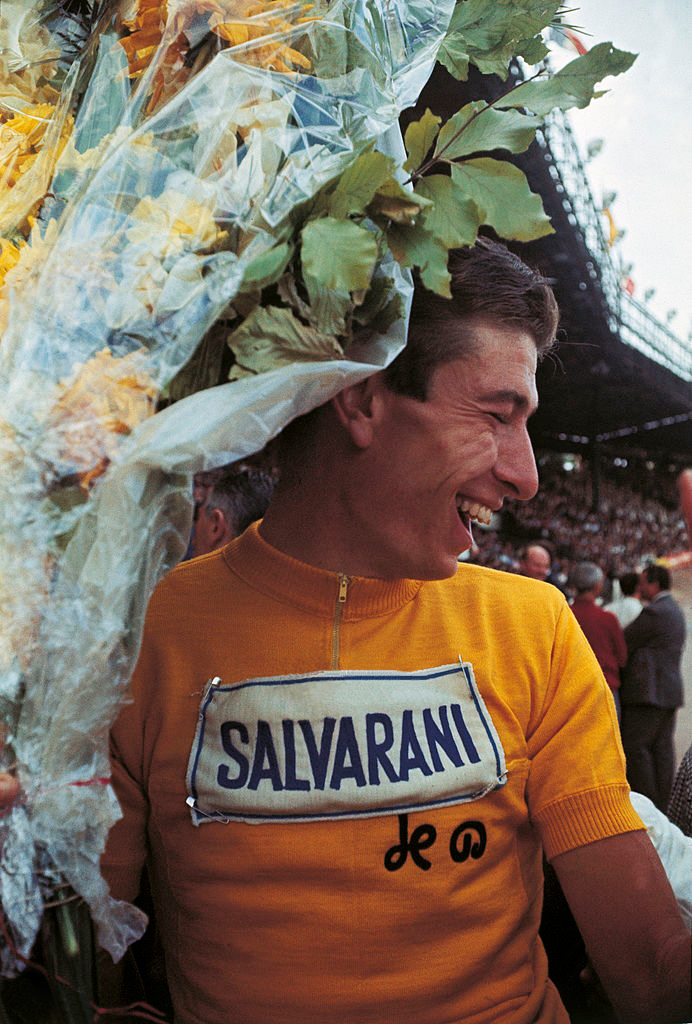
Gimondi con el maillot amarillo del Tour de Francia.

Gimondi pudo ganar el Tour de Francia 1965 gracias a que, en el último minuto, se produjo una baja inesperada en su equipo, ya que no estaba inicialmente seleccionado para asistir a la prueba. En 1972 obtuvo el segundo lugar en la ronda francesa.
Además de las tres victorias en el Giro de Italia (1967, 1969 y 1976), Gimondi también sumó dos segundos y cuatro terceros puestos, siendo el ciclista que mayor número de veces ha subido al podio en el Giro.
Con la victoria en la Vuelta ciclista a España 1968, Gimondi consiguió ganar en las tres Grandes Vueltas, algo que solo han conseguido siete ciclistas a lo largo de la historia: Eddy Merckx, Jacques Anquetil, Bernard Hinault, Alberto Contador, Vincenzo Nibali, Chris Froome y él mismo.
En total logró subir al podio doce veces en las tres Grandes Vueltas.
Durante los años 1970, también destacaría en el Campeonato del Mundo de ciclismo, ganando las medallas de bronce, plata y oro en los años 1970, 1971 y 1973, respectivamente.
Tras retirarse del ciclismo profesional, Gimondi se asoció con el fabricante de bicicletas Bianchi.
Falleció en Sicilia en 2019 a los 76 años de edad, tras sufrir un infarto mientras nadaba en el mar.

## Palmarés

### Ruta
| 1964 - Tour del Porvenir 1965 - Tour de Francia , más 3 etapas y premio de la combatividad 1966 - 1 etapa del Giro de Italia - París-Roubaix - Coppa Placci - Giro de Lombardía - París-Bruselas - Coppa Agostoni - 2.º en el Super Prestige Pernod International 1967 - Giro de Italia - 2 etapas del Tour de Francia - GP de las Naciones - 3.º en el Super Prestige Pernod International - Giro de Lazio - Gran Premio de Lugano (contrarreloj) 1968 - Campeonato de Italia en Ruta - Vuelta a España , más 1 etapa - 1 etapa del Giro de Italia - GP de las Naciones - 2.º en el Super Prestige Pernod International - Trofeo Baracchi (con Jacques Anquetil) - Giro de la Romagna - Critérium de As 1969 - Giro de Italia - Tour de Romandía - Giro de los Apeninos - Vencedor de etapa del Tour de Francia - 2.º en el Super Prestige Pernod International | 1970 - 2.º en el Campeonato de Italia en Ruta - 1 etapa de la Vuelta a Suiza - 1 etapa de la Tirreno-Adriático - 3.º en el Campeonato Mundial en Ruta - Trofeo Matteotti 1971 - 2 etapas del Giro de Italia - 2.º en el Campeonato de Italia en Ruta - 2.º en el Campeonato Mundial en Ruta - Giro del Piamonte - G.P. de Wallonie 1972 - Campeonato de Italia en Ruta - Volta a Cataluña - Gran Premio de Lugano - Giro de los Apeninos 1973 - Campeonato Mundial en Ruta - Vencedor de etapa del Giro de Italia - Giro de Lombardía - Coppa Bernocchi - Giro del Piamonte - 3.º en el Super Prestige Pernod International - Trofeo Baracchi (con Martín Emilio Rodríguez) - Giro di Puglia 1974 - Milán-San Remo - 2.º en el Campeonato de Italia en Ruta - Coppa Agostoni 1975 - 1 etapa del Tour de Francia 1976 - Giro de Italia , más 1 etapa - París-Bruselas |

### Pista
1972
- Seis días de Milán (con Sigi Renz)

1976
- Campeonato de Italia Ómnium

1977
- Campeonato de Italia Ómnium
- Seis días de Milán (con Rik Van Linden)

1978
- Campeonato de Italia Ómnium

## Resultados
Durante su carrera deportiva consiguió los siguientes puestos en Grandes Vueltas y carreras de un día:

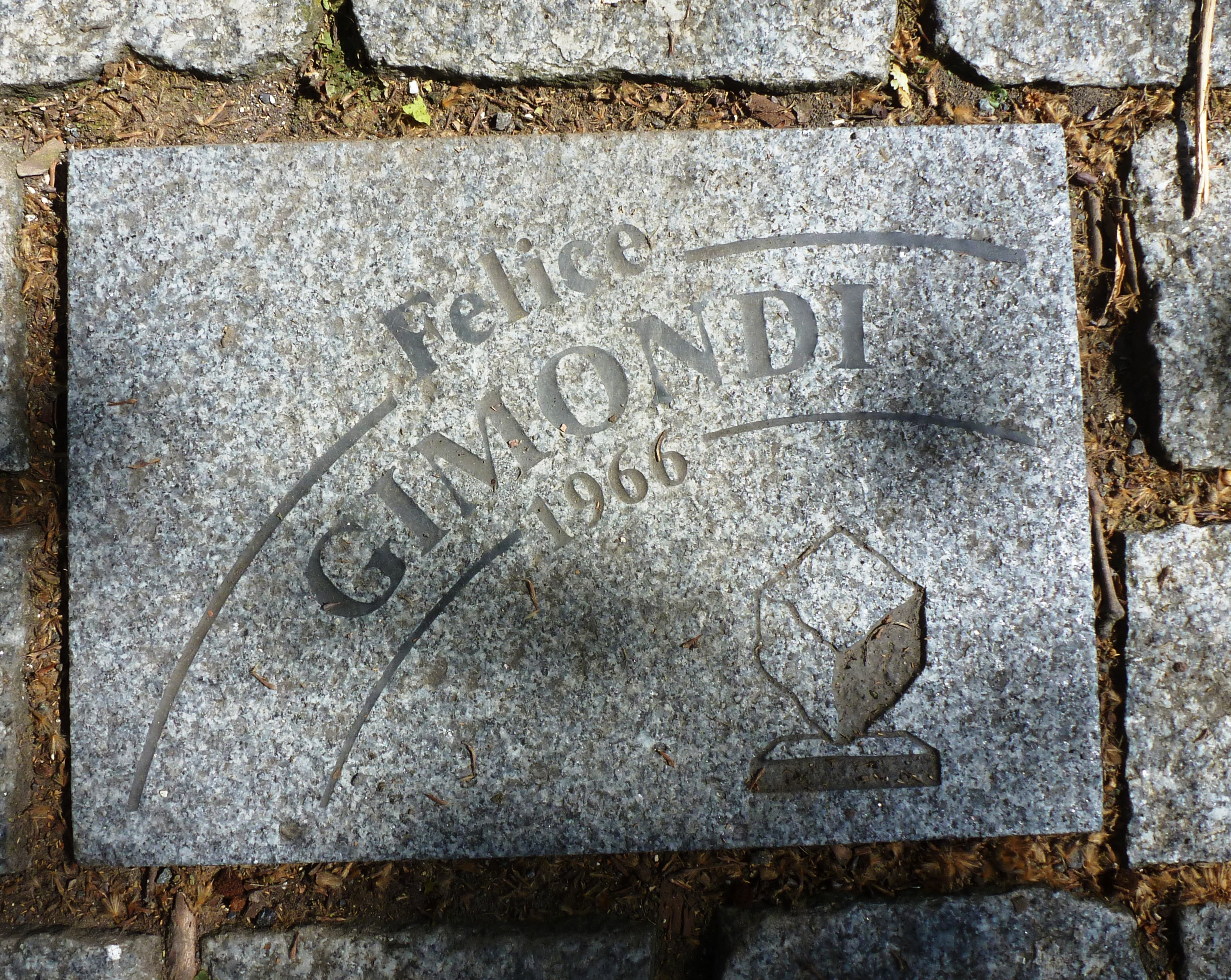
Losa de pavimento dedicada a Gimondi por su victoria en la París-Roubaix de 1966.

### Grandes Vueltas
| Carrera | Carrera         | 1963 | 1964 | 1965 | 1966 | 1967 | 1968 | 1969 | 1970 | 1971 | 1972 | 1973 | 1974 | 1975 | 1976 | 1977 | 1978 |
| ------- | --------------- | ---- | ---- | ---- | ---- | ---- | ---- | ---- | ---- | ---- | ---- | ---- | ---- | ---- | ---- | ---- | ---- |
|         | Giro de Italia  | —    | —    | 3.º  | 5.º  | 1.º  | 3.º  | 1.º  | 2.º  | 7.º  | 8.º  | 2.º  | 3.º  | 3.º  | 1.º  | 15.º | 11.º |
|         | Tour de Francia | —    | —    | 1.º  | —    | 7.º  | —    | 4.º  | —    | —    | 2.º  | —    | —    | 6.º  | —    | —    | —    |
|         | Vuelta a España | —    | —    | —    | —    | —    | 1.º  | —    | —    | —    | —    | —    | —    | —    | 10.º | —    | —    |

### Vueltas menores
| Carrera | Carrera           | 1963 | 1964 | 1965 | 1966 | 1967 | 1968 | 1969 | 1970 | 1971 | 1972 | 1973 | 1974 | 1975 | 1976 | 1977 | 1978 |
| ------- | ----------------- | ---- | ---- | ---- | ---- | ---- | ---- | ---- | ---- | ---- | ---- | ---- | ---- | ---- | ---- | ---- | ---- |
|         | París-Niza        | —    | —    | —    | —    | 17.º | —    | 11.º | —    | —    | —    | —    | 14.º | —    | —    | —    | —    |
|         | Tirreno-Adriático | —    | —    | —    | 13.º | —    | 10.º | —    | 3.º  | 14.º | 6.º  | 8.º  | —    | 5.º  | 7.º  | 21.º | —    |
|         | Volta a Cataluña  | —    | —    | —    | —    | —    | 2.º  | —    | —    | 5.º  | 1.º  | —    | —    | —    | —    | —    | —    |
|         | Tour de Romandía  | —    | —    | 4.º  | 10.º | 14.º | —    | 1.º  | 11.º | 16.º | 16.º | 6.º  | —    | —    | 12.º | 4.º  | —    |
|         | Vuelta a Suiza    | —    | —    | —    | —    | —    | —    | —    | 8.º  | —    | —    | —    | —    | —    | —    | —    | —    |

### Clásicas, Campeonatos y JJ. OO.
| Carrera              | Carrera              | 1963 | 1964 | 1965          | 1966          | 1967          | 1968 | 1969          | 1970          | 1971          | 1972 | 1973          | 1974          | 1975          | 1976 | 1977 | 1978 |
| -------------------- | -------------------- | ---- | ---- | ------------- | ------------- | ------------- | ---- | ------------- | ------------- | ------------- | ---- | ------------- | ------------- | ------------- | ---- | ---- | ---- |
|                      | Milán-San Remo       | —    | —    | 41.º          | 24.º          | 4.º           | 51.º | 61.º          | 45.º          | 2.º           | 64.º | 3.º           | 1.º           | 52.º          | 62.º | 58.º | 75.º |
| E3 Harelbeke         | E3 Harelbeke         | —    | —    | —             | —             | —             | —    | —             | —             | —             | —    | 20.º          | —             | —             | —    | —    | —    |
| Gante-Wevelgem       | Gante-Wevelgem       | —    | —    | —             | —             | 37.º          | 3.º  | —             | 10.º          | —             | 2.º  | —             | —             | —             | —    | —    | —    |
|                      | Tour de Flandes      | —    | —    | —             | 10.º          | 4.º           | 50.º | 2.º           | 12.º          | —             | 17.º | —             | —             | —             | 41.º | —    | —    |
|                      | París-Roubaix        | —    | —    | —             | 1.º           | —             | 20.º | 4.º           | —             | 8.º           | —    | —             | —             | —             | —    | —    | —    |
| Flecha Brabanzona    | Flecha Brabanzona    | —    | —    | —             | —             | —             | —    | —             | —             | —             | —    | —             | —             | 30.º          | —    | —    | —    |
| Amstel Gold Race     | Amstel Gold Race     | —    | —    | —             | —             | —             | —    | —             | 18.º          | —             | —    | —             | —             | —             | —    | —    | —    |
| Flecha Valona        | Flecha Valona        | —    | —    | 2.º           | 10.º          | 27.º          | 4.º  | —             | —             | —             | —    | —             | —             | —             | —    | —    | —    |
|                      | Lieja-Bastoña-Lieja  | —    | —    | 24.º          | 17.º          | —             | —    | 7.º           | —             | 9.º           | —    | —             | —             | —             | —    | —    | —    |
| Campeonato de Zúrich | Campeonato de Zúrich | —    | —    | —             | —             | —             | —    | —             | 20.º          | —             | —    | —             | —             | —             | —    | —    | —    |
| París-Tours          | París-Tours          | —    | —    | —             | —             | 83.º          | —    | —             | —             | —             | —    | —             | —             | —             | —    | —    | —    |
|                      | Giro de Lombardía    | —    | —    | —             | 1.º           | 2.º           | 7.º  | 11.º          | 2.º           | 9.º           | 3.º  | 1.º           | 11.º          | —             | 24.º | —    | —    |
| JJ. OO. (Ruta)       | JJ. OO. (Ruta)       | ND   | 33.º | No se disputó | No se disputó | No se disputó | —    | No se disputó | No se disputó | No se disputó | —    | No se disputó | No se disputó | No se disputó | —    | ND   | ND   |
| Mundial en Ruta      | Mundial en Ruta      | —    | —    | —             | 11.º          | 29.º          | 6.º  | —             | 3.º           | 2.º           | 10.º | 1.º           | Ab.           | 16.º          | 7.º  | 11.º | —    |
| Italia en Ruta       | Italia en Ruta       | —    | —    | —             | —             | —             | 1.º  | —             | 2.º           | 2.º           | 1.º  | —             | 2.º           | —             | —    | —    | —    |

 —: No participa

Ab.: Abandona

X: Ediciones no celebradas

## Premios y reconocimientos
- Mendrisio de Oro (1973)
- Fue reconocido como uno de los ciclistas más destacados de la historia, al ser elegido en el año 2002 para formar parte de la Sesión Inaugural del Salón de la Fama de la UCI.[3]

## Equipos
- Salvarani (1965-1972)
- Bianchi (1973-1979)